# Arjun Maini
Arjun Maini (Bangalore, 10 dicembre 1997) è un pilota automobilistico indiano, dal 2024 è diventato pilota ufficiale della Mercedes-Benz GT. È fratello maggiore di Kush Maini, anch'egli pilota.

## Carriera

### Kart e Formule minori
Nato a Bangalore, Maini inizia la sua carriera sui kart nel 2007. Nel 2011 ottiene il primo posto nel campionato JK Tyre-FMSCI National Rotax Max Championship India, categoria Junior.
Maini debutta nelle monoposto nel 2013, gareggiando nei campionati JK Racing India Series, in cui termina al secondo posto, e Asia Cup Series che conclude in quarta posizione. Nella stessa stagione vince il campionato AsiaCup Series - Super Six.
Nella stagione 2014 passa alla Formula 4 britannica con il team Lanan Racing. Riesce a piazzarsi al secondo posto in campionato, conquistando 4 vittorie e 9 podi in totale.

### F3 europea e GP3 Series
Nella successiva stagione 2015 debutta nella F3 europea, con il team Van Amersfoort Racing. Ottiene 27 punti nell'arco del campionato e conclude in diciottesima posizione. Nella stagione 2016 partecipa a 12 gare con il team ThreeBond with T-Sport senza ottenere risultati di rilievo.
Nella stessa stagione 2015 compete anche nella Formula Toyota, conquistando due vittorie e terminando quarto in campionato.
Nel 2016 Maini fa il suo debutto in GP3 con il team Jenzer Motorsport a partire dalla gara di Silverstone. Nella sua prima stagione nella categoria ottiene un podio nella gara sprint dell'Hungaroring e diversi piazzamenti a punti, classificandosi al decimo posto in campionato.
Nella stagione successiva prosegue nella categoria, rinnovando il contratto con la Jenzer Motorsport. Ottiene la sua prima vittoria nella categoria nella gara sprint di Barcellona, e nell'arco della stagione ottiene un altro podio che gli permette di piazzarsi al nono posto in classifica generale.

### Formula 2

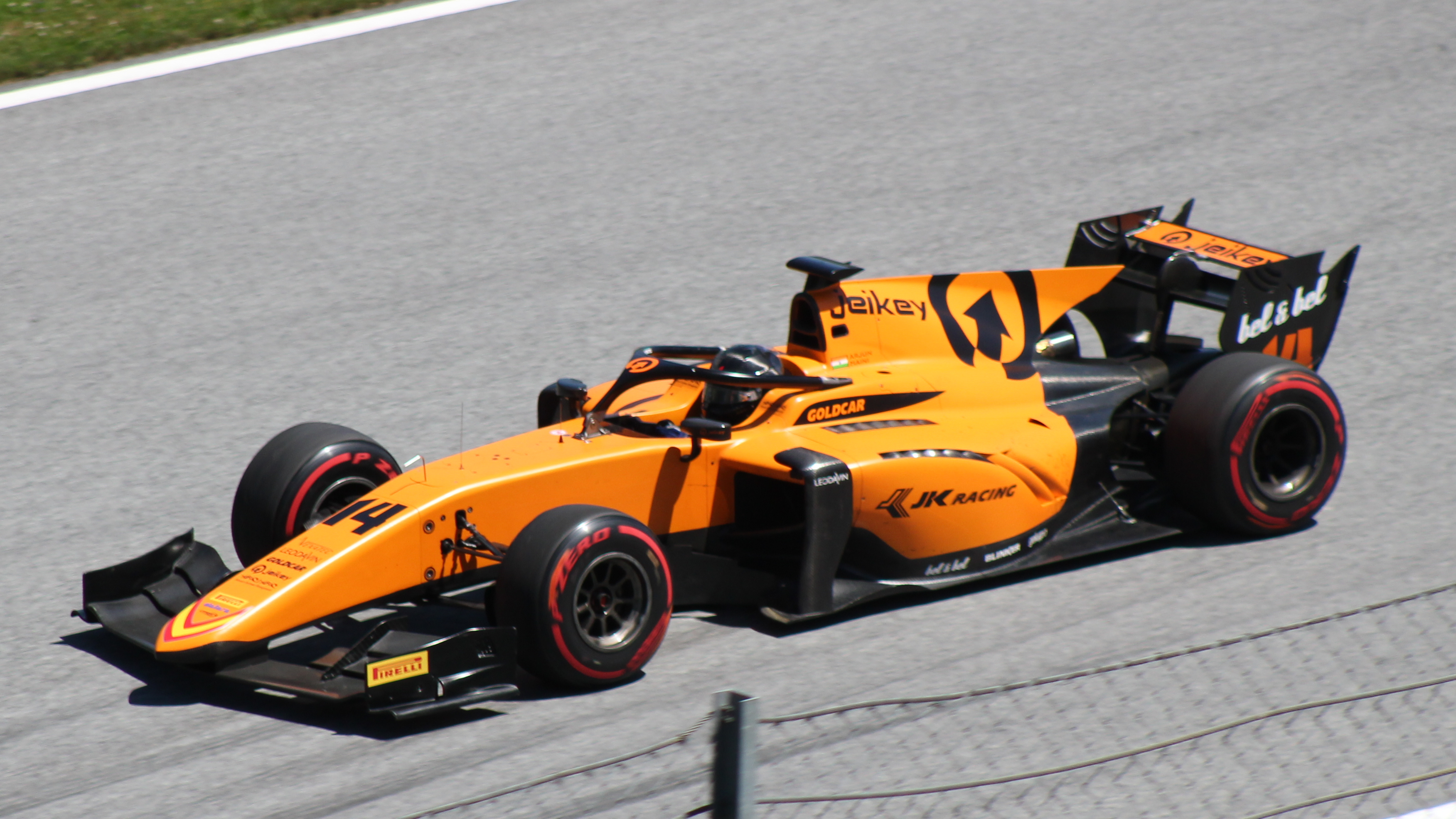
Maini in Formula 2

Nella stagione 2018 Maini sale di categoria, debuttando in Formula 2 con il team Trident. I migliori risultati sono tre quinti posti e termina la stagione con 24 punti all'attivo.
L'anno seguente in un primo momento rimane senza sedile, ma poi trova un accordo con il team spagnolo Campos Racing per correre sei gare della stagione 2019.

### Formula 1
L'11 maggio 2017 viene annunciato come pilota di sviluppo del team Haas di Formula 1, collaborazione che prosegue anche nel 2018.

### DTM ed Endurance
Nel 2021 partecipa alla sua prima stagione nel DTM, firma con il team GetSpeed Performance motorizzato Mercedes. Nella penultima corsa al Norisring ottiene il suo primo podio nella serie arrivando secondo dietro a Maximilian Götz. Per la stagione 2022 riamane legato alla Mercedes, correndo per il team HRT. La sua seconda stagione si dimostra più complessa della precedente, ottiene solo due posizionamenti a punti, chiudendo al diciannovesimo posto.
Maini viene confermato dal team Mercedes HRT anche per la sua terza stagione nel DTM. Nel gennaio del 2024 diventa pilota ufficiale GT della Mercedes-Benz e continua a correre nel DTM con il costruttore tedesco. 

## Risultati

### Riassunto della carriera
| Stagione | Campionato                     | Team                       | Gare         | Vittorie     | Pole         | Gpv          | Podi         | Punti        | Pos.         |
| -------- | ------------------------------ | -------------------------- | ------------ | ------------ | ------------ | ------------ | ------------ | ------------ | ------------ |
| 2013     | JK Racing India Series         | Euro International         | 12           | 2            | 4            | 3            | 10           | 198          | 2º           |
| 2013     | AsiaCup Series                 | Meritus GP                 | 12           | 0            | 0            | 1            | 4            | 108          | 4º           |
| 2013     | AsiaCup Series - Super Six     | Meritus GP                 | 6            | 1            | 0            | 0            | 5            | 73           | 1º           |
| 2014     | Formula 4 britannica           | Lanan Racing               | 24           | 4            | 0            | 6            | 9            | 480          | 2º           |
| 2015     | F3 europea                     | Van Amersfoort Racing      | 33           | 0            | 0            | 0            | 0            | 27           | 18º          |
| 2015     | Masters di Formula 3           | Van Amersfoort Racing      | 2            | 0            | 0            | 0            | 0            | N.A.         | 6º           |
| 2015     | Gran Premio di Macao           | T-Sport                    | 1            | 0            | 0            | 0            | 0            | N.A.         | 10º          |
| 2015     | Formula Toyota                 | M2 Competition             | 16           | 2            | 3            | 2            | 5            | 732          | 4º           |
| 2016     | GP3 Series                     | Jenzer Motorsport          | 14           | 0            | 0            | 0            | 1            | 50           | 10º          |
| 2016     | F3 europea                     | ThreeBond with T-Sport     | 12           | 0            | 0            | 0            | 0            | 3            | 21º          |
| 2016     | Gran Premio di Macao           | Motopark                   | 2            | 0            | 0            | 0            | 0            | N.A.         | 21º          |
| 2017     | GP3 Series                     | Jenzer Motorsport          | 15           | 1            | 0            | 0            | 2            | 72           | 9º           |
| 2017     | Formula 1                      | Haas F1 Team               | Collaudatore | Collaudatore | Collaudatore | Collaudatore | Collaudatore | Collaudatore | Collaudatore |
| 2018     | Formula 2                      | Trident                    | 23           | 0            | 0            | 0            | 0            | 24           | 16º          |
| 2018     | Formula 1                      | Haas F1 Team               | Collaudatore | Collaudatore | Collaudatore | Collaudatore | Collaudatore | Collaudatore | Collaudatore |
| 2019     | Formula 2                      | Campos Racing              | 6            | 0            | 0            | 0            | 0            | 0            | 24º          |
| 2019     | European Le Mans Series - LMP2 | RLR MSport                 | 6            | 0            | 0            | 0            | 0            | 5.5          | 21º          |
| 2019–20  | Asian Le Mans Series - LMP2    | RLR MSport                 | 2            | 1            | 1            | 2            | 1            | 26           | 5º           |
| 2020     | European Le Mans Series - LMP2 | Algarve Pro Racing         | 2            | 0            | 0            | 0            | 0            | 8            | 22º          |
| 2021     | Deutsche Tourenwagen Masters   | Mercedes-AMG Team GetSpeed | 15           | 0            | 0            | 0            | 1            | 48           | 12º          |
| 2021     | Asian Le Mans Series - LMP2    | Racing Team India          | 4            | 0            | 0            | 0            | 0            | 42           | 6º           |
| 2022     | Deutsche Tourenwagen Masters   | Mercedes-AMG Team HRT      | 15           | 0            | 0            | 0            | 0            | 24           | 19º          |
| 2022     | Asian Le Mans Series - GT      | Bilstein Haupt Racing Team | 4            | 0            | 0            | 0            | 0            | 20           | 9º           |
| 2023     | Deutsche Tourenwagen Masters   | Mercedes-AMG Team HRT      | 16           | 0            | 0            | 0            | 0            | 30           | 20°          |

### F3 europea
(legenda) (Le gare in grassetto indicano la pole position) (Gare in corsivo indicano Gpv)
| Anno | Team                   | Motore     | 1   | 2   | 3   | 4   | 5   | 6   | 7   | 8   | 9   | 10  | 11  | 12  | 13  | 14  | 15  | 16  | 17  | 18  | 19  | 20  | 21  | 22  | 23  | 24  | 25  | 26  | 27  | 28  | 29  | 30  | 31  | 32  | 33  | Punti | Pos. |
| ---- | ---------------------- | ---------- | --- | --- | --- | --- | --- | --- | --- | --- | --- | --- | --- | --- | --- | --- | --- | --- | --- | --- | --- | --- | --- | --- | --- | --- | --- | --- | --- | --- | --- | --- | --- | --- | --- | ----- | ---- |
| 2015 | Van Amersfoort Racing  | Volkswagen | SIL | SIL | SIL | HOC | HOC | HOC | PAU | PAU | PAU | MNZ | MNZ | MNZ | SPA | SPA | SPA | NOR | NOR | NOR | ZAN | ZAN | ZAN | RBR | RBR | RBR | ALG | ALG | ALG | NÜR | NÜR | NÜR | HOC | HOC | HOC | 27    | 18º  |
| 2015 | Van Amersfoort Racing  | Volkswagen | Rit | 14  | 16  | 15  | Rit | 13  | 12  | 4   | 5   | 10  | 20  | 20  | 17  | 23  | 16  | Rit | 14  | 17  | 13  | 15  | 17  | 21  | 15  | 22  | 28  | 24  | 16  | 8   | 12  | 16  | 29  | 14  | 17  | 27    | 18º  |
| 2016 | Threebond with T-Sport | Threebond  | LEC | LEC | LEC |     |     |     |     |     |     |     |     |     |     |     |     |     |     |     |     |     |     |     |     |     |     |     |     |     |     |     |     |     |     | 3     | 21º  |
| 2016 | Threebond with T-Sport | Threebond  | Rit | 13  | 16  |     |     |     |     |     |     |     |     |     |     |     |     |     |     |     |     |     |     |     |     |     |     |     |     |     |     |     |     |     |     | 3     | 21º  |
| 2016 | Threebond with T-Sport | NBE        |     |     |     | HUN | HUN | HUN | PAU | PAU | PAU | RBR | RBR | RBR | NOR | NOR | NOR | ZAN | ZAN | ZAN | SPA | SPA | SPA | NÜR | NÜR | NÜR | IMO | IMO | IMO | HOC | HOC | HOC |     |     |     | 3     | 21º  |
| 2016 | Threebond with T-Sport | NBE        |     |     |     | 14  | 15  | 15  | 18  | 10  | 9   | Rit | Rit | 18  |     |     |     |     |     |     |     |     |     |     |     |     |     |     |     |     |     |     |     |     |     | 3     | 21º  |

### GP3 Series
(legenda) (Le gare in grassetto indicano la pole position) (Le gare in corsivo indicano Gpv)
| Stagione | Team              | 1   | 2   | 3   | 4   | 5   | 6   | 7   | 8   | 9   | 10  | 11  | 12  | 13  | 14  | 15  | 16  | 17  | 18  | Punti | Pos. |
| -------- | ----------------- | --- | --- | --- | --- | --- | --- | --- | --- | --- | --- | --- | --- | --- | --- | --- | --- | --- | --- | ----- | ---- |
| 2016     | Jenzer Motorsport | CAT | CAT | RBR | RBR | SIL | SIL | HUN | HUN | HOC | HOC | SPA | SPA | MNZ | MNZ | SEP | SEP | YMC | YMC | 50    | 10º  |
| 2016     | Jenzer Motorsport |     |     |     |     | 8   | 19  | 8   | 2   | 7   | 5   | Rit | 16  | 14  | 6   | 4   | 7   | 14  | 14  | 50    | 10º  |
| 2017     | Jenzer Motorsport | CAT | CAT | RBR | RBR | SIL | SIL | HUN | HUN | SPA | SPA | MNZ | MNZ | JER | JER | YMC | YMC |     |     | 72    | 9º   |
| 2017     | Jenzer Motorsport | 7   | 1   | 10  | 16  | 6   | 5   | Rit | 8   | 4   | 6   | 16† | C   | 17  | 12  | 3   | 6   |     |     | 72    | 9º   |

† Non ha concluso la gara, ma è stato ugualmente classificato avendo completato almeno il 90% della distanza di gara.

### Formula 2
(legenda) (Le gare in grassetto indicano la pole position) (Le gare in corsivo indicano Gpv)
| Stagione | Team          | 1   | 2   | 3   | 4   | 5   | 6   | 7   | 8   | 9   | 10  | 11  | 12  | 13  | 14  | 15  | 16  | 17  | 18  | 19  | 20  | 21  | 22  | 23  | 24  | Punti | Pos. |
| -------- | ------------- | --- | --- | --- | --- | --- | --- | --- | --- | --- | --- | --- | --- | --- | --- | --- | --- | --- | --- | --- | --- | --- | --- | --- | --- | ----- | ---- |
| 2018     | Trident       | BHR | BHR | BAK | BAK | CAT | CAT | MON | MON | LEC | LEC | RBR | RBR | SIL | SIL | HUN | HUN | SPA | SPA | MNZ | MNZ | SOC | SOC | YMC | YMC | 24    | 16º  |
| 2018     | Trident       | 15  | 14  | Rit | 5   | Rit | 13  | 5   | 5   | 10  | 13  | 14  | 10  | 14  | 13  | 12  | 14  | 14  | 8   | Rit | 9   | 15  | 15  | Rit | NP  | 24    | 16º  |
| 2019     | Campos Racing | BHR | BHR | BAK | BAK | CAT | CAT | MON | MON | LEC | LEC | RBR | RBR | SIL | SIL | HUN | HUN | SPA | SPA | MNZ | MNZ | SOC | SOC | YMC | YMC | 0     | 24º  |
| 2019     | Campos Racing |     |     |     |     |     |     |     |     |     |     | SQ  | 15  | 13  | 13  | Rit | 16  |     |     |     |     |     |     |     |     | 0     | 24º  |

(legenda) (Le gare in grassetto indicano la pole position) (Le gare in corsivo indicano Gpv)

### European Le Mans
(legenda) (Le gare in grassetto indicano la pole position) (Le gare in corsivo indicano Gpv)
| Anno    | Squadra            | Classe | Vettura  | LEC | MNZ | CAT | SIL | SPA | ALG | Punti | Pos. |
| ------- | ------------------ | ------ | -------- | --- | --- | --- | --- | --- | --- | ----- | ---- |
| 2019    | RLR MSport         | LMP2   | Oreca 07 | 7   | Rit | 13  | Rit | 14  | 15  | 5.5   | 21º  |
| Anno    | Squadra            | Classe | Vettura  | LEC | SPA | LEC | MNZ | ALG |     | Punti | Pos. |
| 2020    | Algarve Pro Racing | LMP2   | Oreca 07 |     |     |     | 8   | 8   |     | 8     | 22º  |
| Legenda |                    |        |          |     |     |     |     |     |     |       |      |

### 24 Ore di Le Mans
| Anno | Classe | N° | Gomme | Vettura                       | Squadra                  | Co-piloti               | Giri | Pos. Assol. | Pos. di Classe |
| ---- | ------ | -- | ----- | ----------------------------- | ------------------------ | ----------------------- | ---- | ----------- | -------------- |
| 2019 | LMP2   | 43 | D     | Oreca 07 Gibson GK428 4.2L V8 | RLR M Sport/Tower Events | John Farano Norman Nato | 295  | NC          | NC             |

### DTM
(legenda) (Le gare in grassetto indicano la pole position) (Gare in corsivo indicano Gpv)
| Stagione | Team                       | Vettura              | 1   | 2   | 3   | 4   | 5   | 6   | 7   | 8   | 9   | 10  | 11  | 12  | 13  | 14  | 15  | 16  | Punti | Pos. |
| -------- | -------------------------- | -------------------- | --- | --- | --- | --- | --- | --- | --- | --- | --- | --- | --- | --- | --- | --- | --- | --- | ----- | ---- |
| 2021     | Mercedes-AMG Team GetSpeed | Mercedes-AMG GT3 Evo | MNZ | MNZ | LAU | LAU | ZOL | ZOL | NÜR | NÜR | RBR | RBR | ASS | ASS | HOC | HOC | NOR | NOR | 48    | 12º  |
| 2021     | Mercedes-AMG Team GetSpeed | Mercedes-AMG GT3 Evo | 13  | Rit | Rit | 12  | Rit | NP  | 10  | 13  | 6   | 7   | Rit | 13  | Rit | 8   | 2   | 6   | 48    | 12º  |
| 2022     | Mercedes-AMG Team HRT      | Mercedes-AMG GT3 Evo | POR | POR | LAU | LAU | IMO | IMO | NOR | NOR | NÜR | NÜR | SPA | SPA | RBR | RBR | HOC | HOC | 24    | 19º  |
| 2022     | Mercedes-AMG Team HRT      | Mercedes-AMG GT3 Evo | 17  | 13  | 4   | Rit | 16  | 18  | Rit | 14  | 15  | 15  | 14  | 11  | 13  | 4   | Rit | DNS | 24    | 19º  |
| 2023     | Mercedes-AMG Team HRT      | Mercedes-AMG GT3 Evo | OSC | OSC | ZAN | ZAN | NOR | NOR | NÜR | NÜR | LAU | LAU | SAC | SAC | RBR | RBR | HOC | HOC | 30    | 20º  |
| 2023     | Mercedes-AMG Team HRT      | Mercedes-AMG GT3 Evo | Rit | 15  | 17  | 17  | 13  | 15  | 16  | SQ  | Rit | 14  | 13  | 7   | 14  | 10  | Rit | 13  | 30    | 20º  |
| 2024     | Mercedes-AMG Team HRT      | Mercedes-AMG GT3 Evo | OSC | OSC | LAU | LAU | ZAN | ZAN | NOR | NOR | NÜR | NÜR | SAC | SAC | RBR | RBR | HOC | HOC | 128*  |      |
| 2024     | Mercedes-AMG Team HRT      | Mercedes-AMG GT3 Evo | 83  | 4   | 7   | 12  | 3   | 6   | 15  | 4   | 10  | Rit | 5   | Rit | 31  | 3   |     |     | 128*  |      |

* Stagione in corso.